# Överlöpare
Överlöpare kallas en krigsman, som avviker från sin plats och övergår till fienden.
Termen överlöpare används även om personer som byter ideologi, partitillhörighet eller motsvarande. Näraliggande dömande begrepp är förrädare respektive avfälling, men det behöver inte innefatta elementet att man övergår till något annat bara att någon upplevs eller tros överge ett påtvingat eller föregående sammanhang.